# デンマークの戦い
デンマークの戦い（デンマークのたたかい）はナチス・ドイツが実行したヴェーザー演習作戦内の戦いである。

## 概略
ヴェーザー演習作戦におけるノルウェー攻撃の足場としての確保の面が強いこの戦いは約6時間で終わった戦いとなり、第二次世界大戦中最も早く終わった戦争としても知られる。そのほかドイツ軍はデンマークに本土防衛用のレーダーシステムの構築も行った。

## 背景
戦略上、ドイツにとってのデンマークの重要性は、ノルウェーでの作戦の足場としてであった。そしてもちろん何らかの方法で支配下におく必要がある隣国としてでもあった。バルト海との関係でデンマークの位置を見れば、ドイツやソビエト連邦への航路の支配という点でも重要であった。ちなみにその当時、デンマークとは不可侵条約があり初期の作戦ではデンマーク侵攻は考えられていなかったが、アドルフ・ヒトラーの強い要求によってデンマークも侵攻の対象となった。
ドイツ最高司令部は、デンマークを可能な限り迅速に制圧するため、デンマークに対する複合攻撃を計画した。内容は、オールボー飛行場への空中攻撃、コペンハーゲンの海軍補助隊の強襲上陸、およびユトランド半島を横切る、地上攻撃などだった 。4月4日には、アプヴェーアのトップであるヴィルヘルム・カナリス提督が、デンマークに差し迫った侵略に関して警告を発していた。
がしかし、デンマーク軍は防衛線の構築の命令が下ることはなかった。理由はドイツ軍に侵攻の口実を与えたくなかったからとされている。

ドイツ軍侵攻計画図

1940年4月9日の最初のドイツ軍のデンマーク侵攻の直前、ドイツの駐デンマーク大使セシル・フォン・レンテ＝フィンクはデンマークの外務大臣ピーダ・ロゲグネ・モンクに電話をし、会談を求めた。20分の会談後、レンテ＝フィンクは、フランスとイギリスの攻撃からこの国を守るため現在ドイツ軍はデンマークに向かっていると述べた。そしてレンテ＝フィンクは、デンマークは抵抗をすぐに止め、デンマーク当局とドイツ軍との間で連絡を取るよう要求し、もし要求が入れられない時はドイツ空軍が首都コペンハーゲンを空襲するであろうと述べた。

## 戦闘経過

### 戦線東側

#### ロントフトビェア
デンマーク軍とドイツ軍との最初の衝突はロントフトビェア（ユトランド半島に位置する小さな村）で発生した。2門の20mm砲と軽機関銃で武装したデンマークの対戦車小隊が道路を覆う形で防御線を構築していた。04:50にドイツ軍部隊が進軍してきたところを、攻撃。20mm対戦車砲がドイツ装甲車に発砲し、2両撃破した。その後近くの納屋で火事が起き、周りが煙で覆われ、ドイツ軍の前進が妨げられた。最終的に対戦車小隊は後方へに撤退し、北へ約1.5kmのところに、自転車小隊が鉄道橋の防衛を行ったものの、装甲車と機銃掃射による火災により、彼らは撤退し、3分の１が捕虜となった。ドイツ軍は2台の装甲車と3台のオートバイを失い、一方、デンマーク軍は1人が死亡し、1人が負傷した。

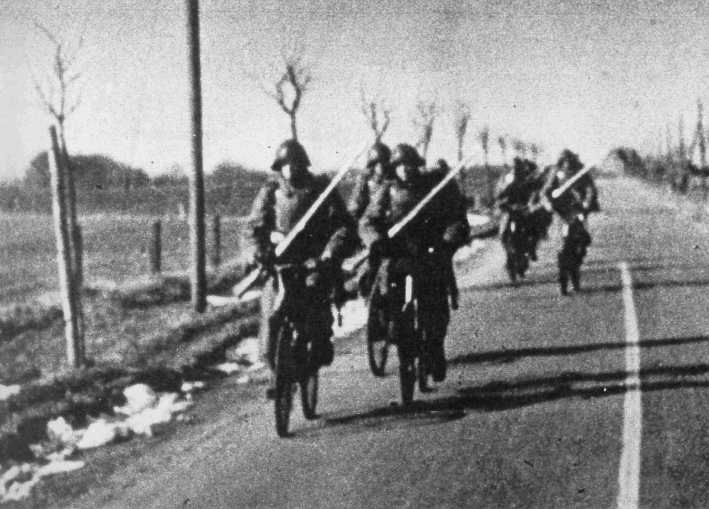
移動中のデンマーク自転車小隊

#### ホゲロプ
別のドイツ軍が05:30にロントフトビェアの数キロ東にあるホゲロプに到着。しかしドイツ軍はさっそく、20分前にデンマーク軍兵士によって敷設されたバリケードにぶつかりデンマーク軍は、装甲車、彼らを引き戻す3両を撃破し、ドイツ軍に対し撤退を余儀なくさせた。ドイツ軍は300メートル離れたところに37mm砲を設置したものの、デンマーク軍20 mm砲から砲撃によって撃破された。白兵戦が続き、1人のデンマーク兵が死亡、3人が負傷し、1人が致命傷を負った。航空支援により、ドイツ軍部隊が06:15にデンマークの部隊を包囲、殲滅した。

#### ビェアグスコウ
ロントフトビェアの北7kmで、1台のオートバイと2個の自転車小隊が05:00頃にビェアグスコウに到着した。S・E・クラウスン中佐の下で、オートバイ部隊は2門の20mm砲でバリケードを設置し、残りの小隊は森の中に散開していた。ドイツの部隊が06:30に到着した。ドイツ軍戦車は障害物を脇に押し出し砲撃した。戦車がその上を走るまで、1丁の銃が火を返した。20mm砲の砲手は森に隠れるために走ろうとしたが、ドイツの航空機が機銃掃射した際に死亡した。他の兵士はオートバイで逃走を図ったが、ドイツ軍は装甲車で彼らを包囲し、捕虜とした。4名のデンマーク兵が負傷し、1台のドイツの装甲車が損傷した。

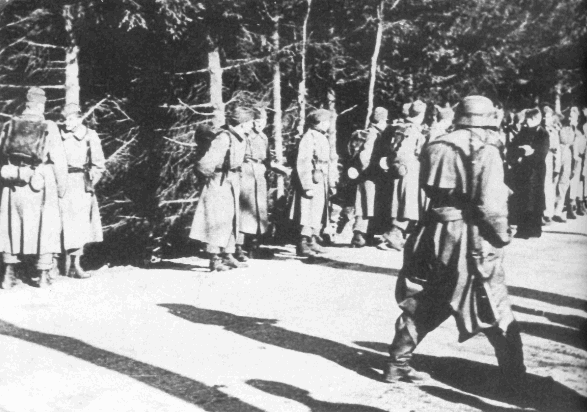
ビェアグスコウで捕らえられた捕虜

### 戦線中央

#### ブレーゼヴァズ
国境の北10kmにあるブレーゼヴァズでのデンマーク軍とドイツ軍の戦闘で、4台の装甲車のドイツ軍の前衛が村に接近した。デンマーク軍は午前6時30分に到着し、障害物を作る時間がなく、仕方なく庭に隠れた。小隊に配置された機関銃と20mm砲が、警告射撃を行ったものの、ドイツ軍がこれを無視した。これに対しデンマーク軍は300メートル離れたところから発砲し、先頭の装甲車を撃破した。激しい小競り合いが続き、デンマーク軍はさらに3台のドイツの装甲車を撃破し、4人の死傷者を出した。07:15に、有力なドイツ軍機械化部隊がティングリウから到着し、デンマーク軍を分断し、デンマーク軍は降伏した。2名が死亡、5人が負傷した。

#### オーベンロー

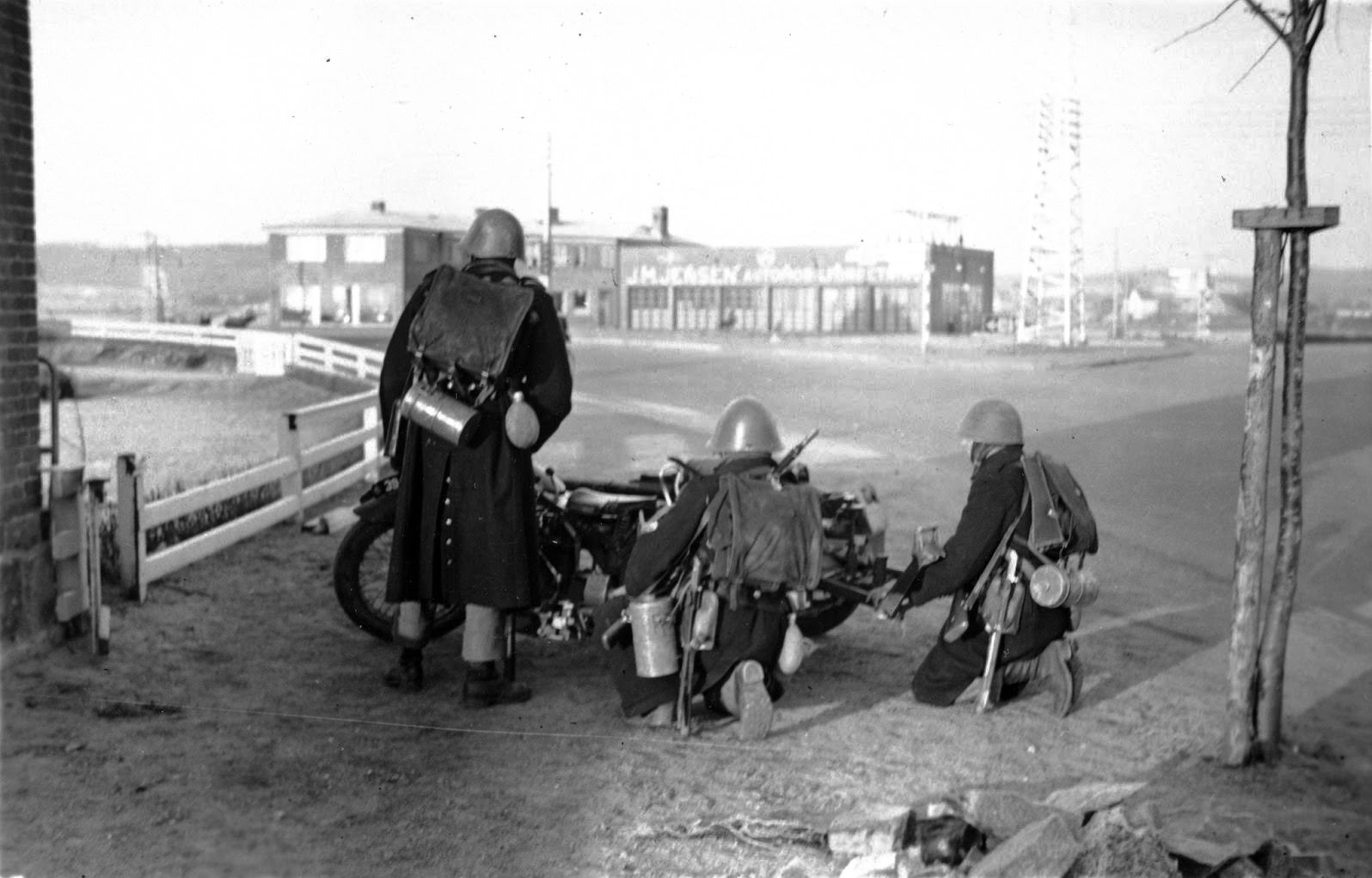
マドセン M/38 20mm機関砲を構える対戦車小隊

スゴー陸軍駐屯地のデンマーク軍が北に後退、ユトランド師団の主力が戦闘の準備をしている、ヴァイレに戻る準備をしていたとき、ロントフトビェアからの対戦車小隊がドイツ戦車を追跡し、攻撃したため、オーベンローで短い戦闘が起こった。ドイツの戦車を無効にした後、後衛はクニウスビェアに引き返した。彼らは、ドイツ軍航空機によって1人が死亡、3人が負傷した。その後ストゥベクスコウの自転車小隊と合流した。その後デンマークのCOは、ハザスレウ北部に後退するよう命じた。

#### ハザスレウ

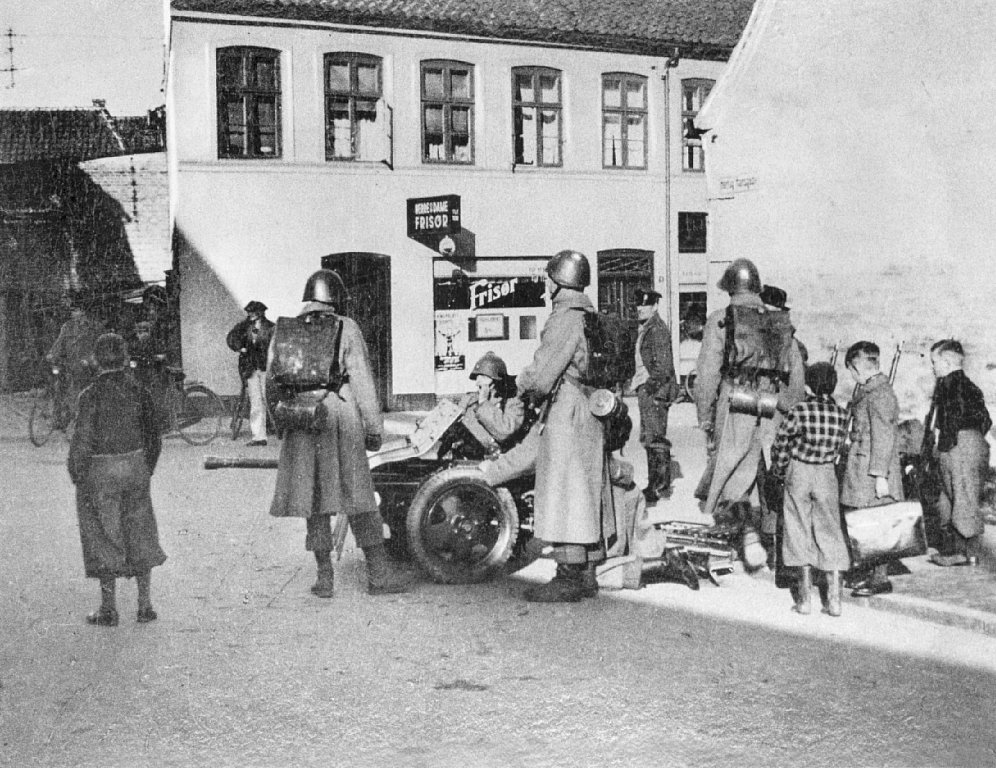
ハザスレウのヘアトゥハンスゲーゼス病院の外で37mm対戦車砲を持った5人のデンマーク兵

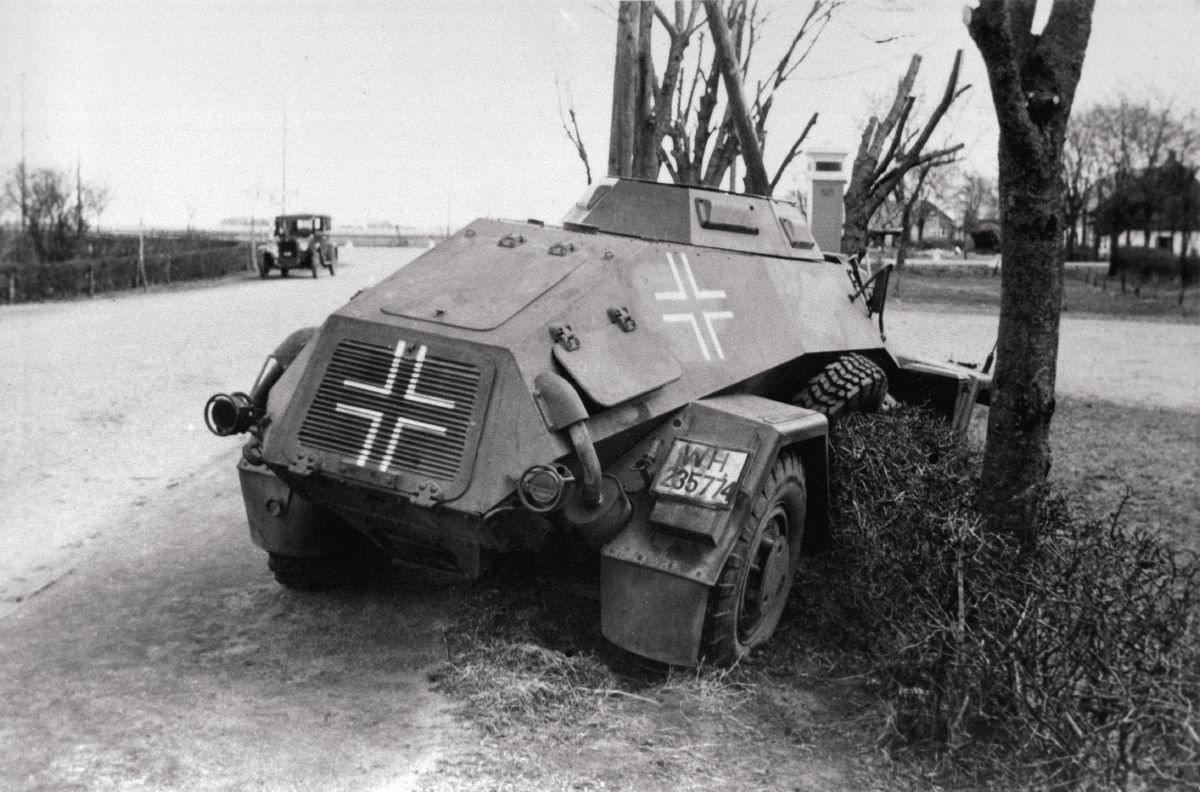
ブレーゼヴァズで撃破されたドイツ軍装甲車

ハザスレウには、A・ハーツ大佐の下に、ユトランド師団の駐屯地があり、兵舎とそこに通じる道路の両方を守っていた。町の兵力は、警察のスピーカー車両から放送された指示に基づいて午前7時に動員された。
ハザスレウの南郊外の7時50分頃、5人の乗組員を乗せたデンマークの37mm対戦車砲が接近する戦車を攻撃した。2台のドイツ戦車が並列して進軍し、発砲した。デンマーク軍は3発すべて（1発は戦車の軌道上）に命中させたものの、2名の砲兵が死亡し、残りは負傷した。その後、1台の戦車がバリケードを乗り越え、スナブロー通りのカーブの周りで、2つの20mm砲と機関銃が、スナブロー通りの障害物にて抵抗を続けた。ドイツ人は火を放ち、デンマークの兵が死亡、2人が負傷したものの、ドイツ軍は事実上その地点にくぎ付けとなっていた。戦闘は、コペンハーゲンから電話で降伏命令を受け取るまで10分間続いた。その後、ドイツ軍はハザスレウへの進軍を許可されたが、そこに駐屯していたデンマークの駐屯軍は降伏の命令を受けず、彼らに攻撃した。2台のドイツ戦車と1台のオートバイが、ロントフトビェアの対戦車部隊によって防御された兵舎に向かって無防備に進み、兵舎から攻撃を受け、トラックと1両の戦車を撃破され、家に衝突させられた。しかし、デンマーク軍に降伏命令が下ると、デンマークの駐屯軍は8時15分に降伏した。一名のデンマーク兵と三人の民間人が銃撃戦で死亡した。

### 戦線西側
西ユトランドでの最初の戦いは、アビルとスルステズに派遣されたトゥナ守備隊との戦いだった。アビルではデンマークの20mm砲の砲手らが、ドイツの第11機甲連隊のドイツの装甲車2両を撃破し、ドイツ軍は後退した。スルステズでは、50人未満の男性で構成されるデンマークの対戦車部隊が、道路上に20mm砲を備えた防御陣地を構築した。ドイツの第11機甲連隊の部隊が接近したとき、最初のドイツの装甲車が射程内に入るとすぐに、デンマーク軍は砲撃。最初の車両は撃破され溝に落ち、次の車両は前進を続けたが、被弾し後退した。その後も被弾したものの、完全な撃破とはいかず反撃できる状態だった。ドイツの歩兵はデンマークの陣地を2回越えようとしたが、どちらの試みも激しい抵抗に見舞われ停滞した。攻撃が失敗しているのを見て、ドイツの連隊司令官は支援を無線で要請した。その要請を受けヘンシェルHs126航空機が飛来し、デンマークの司令官が撤退を指示するまでデンマーク軍を爆撃・機銃掃射した。しかしこれでも、デンマーク軍の死傷者は報告されていない。トゥナ守備隊の兵士がブレーゼブローに到着したとき、降伏命令が出され、戦闘は終わりを告げた。

### 空挺攻撃
05:00頃、史上初の大規模空挺部隊攻撃が行われた。降下猟兵は9機のJu 52輸送機から飛び降り、ファルスター島とシェラン島およびマスネズ島の沿岸要塞を結ぶストアストラム橋を確保した。降下猟兵部隊は要塞周辺での激しい戦闘を予想したものの、驚いたことに内部には2人の民間人と1人の将校のみしか見つからなかった。この上陸は、大隊のコペンハーゲンへの道を開いた。その後歩兵師団は陸路でコペンハーゲンを前進した。

### 強襲上陸
上陸部隊はコスーアとニュボーに上陸し、フュン島とシェラン島の間の接続を切断した。

## コペンハーゲンの占領

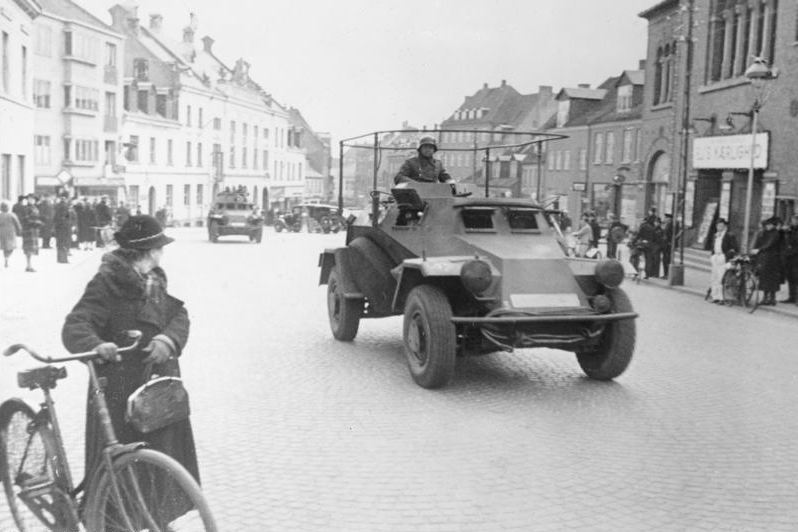
ドイツ軍の装甲車Sd.Kfz.223とSd.Kfz.222。ユトランド半島にて。

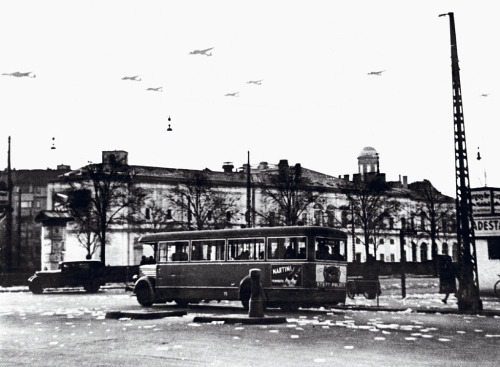
OPROP!ビラを投下するHe111とDo 17の編隊

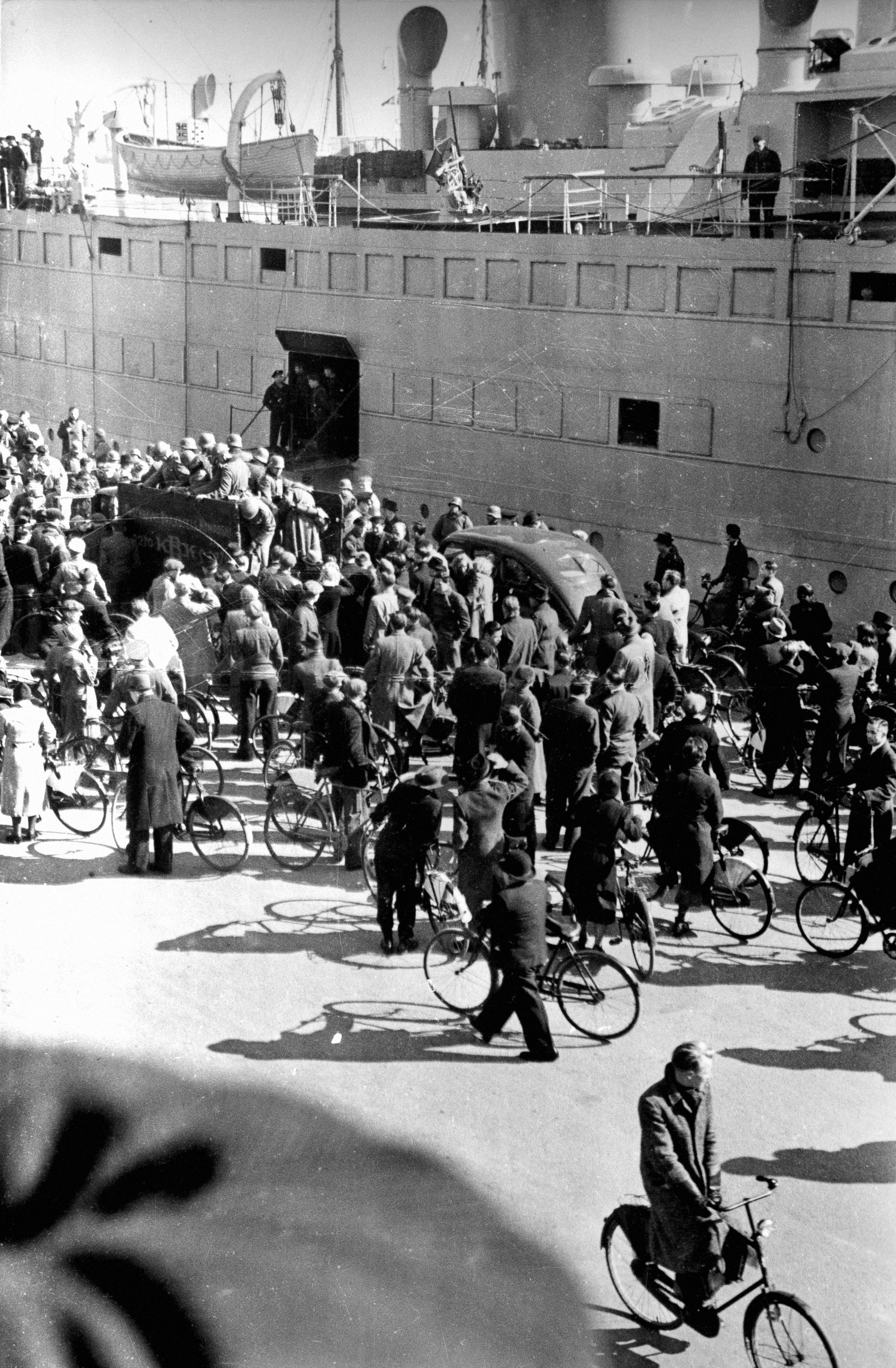
コペンハーゲン港で荷揚げするハンゼシュッタット・ダンツィヒ

現地時間4時20分にドイツ軍の歩兵1000名が機雷敷設艦ハンゼシュッタット・ダンツィヒからコペンハーゲン港に上陸し、抵抗に会わずに城塞のデンマーク軍駐屯地を素早く占領した。またデンマーク王族拘束のためドイツ軍は港からアマリエンボー宮殿へ向かった。ドイツ軍が到着した時、デンマークの近衛隊は既に警戒態勢にあり、別の増援部隊も向かっている最中であった。アマリエンボー宮殿に対するドイツ軍の最初の攻撃は撃退され、国王クリスチャン10世と大臣達は陸軍司令長官ヴィルヤム・ヴァイン・プリョと協議する時間を得られた。
議論中、He111やDo 17の編隊が幾つか街の上空を飛行しOPROP!ビラを投下した。コペンハーゲン市民に対する爆撃の虞に直面し、戦闘継続に賛成なのはプリョ将軍だけであり、8時34分に国内のことについての政治的独立の保持を条件にクリスチャン10世とデンマーク政府はすべて降伏した。デンマークは亡命政府を組織することはなかったため連合軍に一部領土を占領された（アイスランド）

## 飛行場爆撃

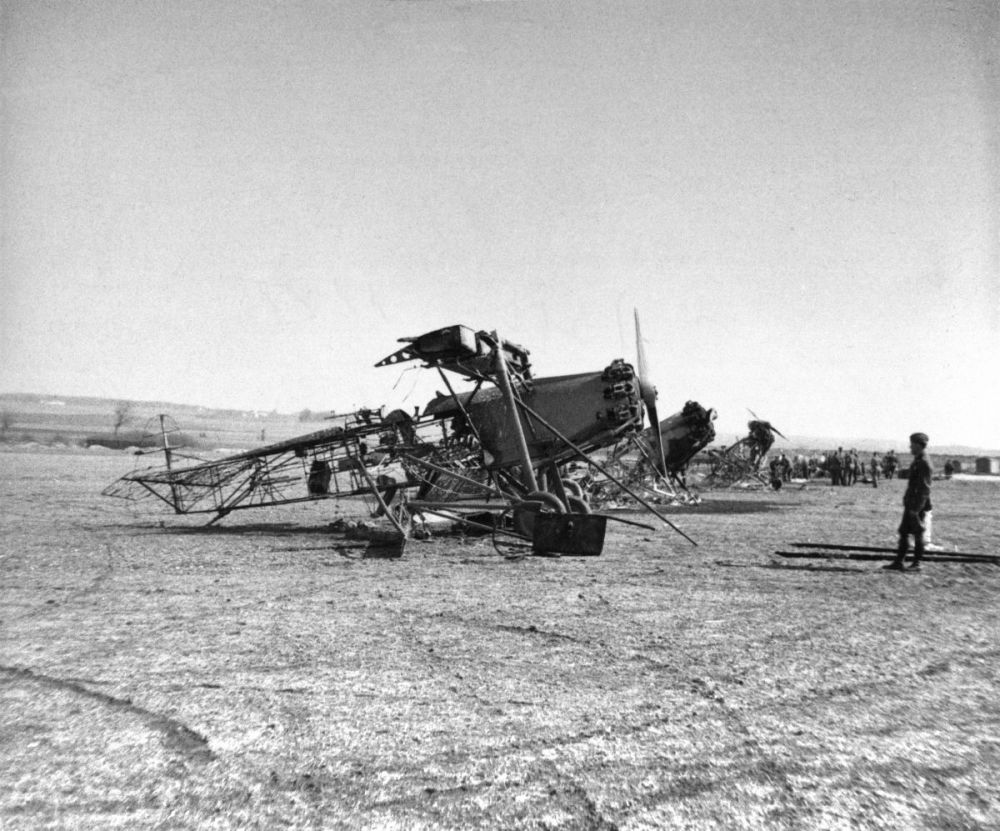
攻撃後の飛行場

5時45分、ドイツ軍のBf 110がシェラン島ヴェールルーセの飛行場を攻撃した。デンマーク軍の対空砲火にもかかわらず、ドイツ軍は11機の航空機を破壊し、14機を大破させた。

## その後
デンマークの戦いは6時間未満で終わった。デンマークが素早く降伏したことで、しばらくの間は独特の寛大な占領政策がとられる事になった。
デンマーク軍のほとんどが降伏の命令に従ったが、1つの部隊は拒否した。ロスキレの第4連隊の指揮官であるヘルゲ・ベニケ大佐は、降伏の命令がドイツ人によって政府に強制され、スウェーデンも攻撃されたと信じていた。ベニケと彼の部隊はエルシノアのフェリーに乗ってスウェーデンに亡命した。後に誤解が解消されたとき、デンマークの兵士のほとんどはスウェーデンにとどまり、1943年にスウェーデンのデンマーク旅団の中核を形成することになった。

## 関連作品
映画
- エイプリル・ソルジャーズ ナチス・北欧大侵略（ロニ・エズラ監督、2015年、デンマーク）